# Interflora
Interflora er en organisation der består af 55.000 blomsterhandlere i 175 lande, heriblandt Danmark. Interflora leverer ca. 32.000.000 buketter om året. Interflora brandet er den største blomsterudbringer i verden af sin slags, og den der har eksisteret længst.

## Historie
Interflora blev grundlagt i 1907, hvor tyskeren Max Hübner etablerede "Blumenspenden-Vermittlungsvereinigung", der siden blev til Fleurop, der i dag indgår som en afdeling af det samlede Interflora-samarbejde. Siden 1907 havde  Max Hübner etableret private aftaler med andre blomsterhandlere i Berlin for at kunne modtage bestillinger i sin butik  og få dem leveret gennem en kollega nærmere leveringsstedet. I løbet af nogle år skabte Max Hübner et netværk af blomsterhandlere i hele Tyskland - og Max Hübner fortsatte arbejdet med at skabe kontakter over hele jorden. Det var ligeledes Max Hübner, som i sin tid fandt på sloganet "Sig det med blomster".
I 1919 stiftede blomsterhandler Carl Jørgensen fra Vesterbrogade under rejser i Tyskland bekendtskab med blomsterformidling på tværs af de tyske byer. Carl Jørgensen blev inspireret af den tyske blomsterhandler Max Hübner. I løbet af det næste årti byggede  Carl Jørgensen sit eget netværk op blandt danske blomsterhandlere. Netværket blev så omfattende, at Carl Jørgensen i 1925 mødtes med en række blomsterhandlere i Odense, som førte til dannelsen af foreningen "Ekspreslevering af Blomster" – E.B. – hvor Carl Jørgensen beklædte formandsposten i foreningens første år. Den nye forening var organisatorisk underlagt Danske Blomsterhandlere, som hermed stod til gennembrud som en faglig landsforening for de danske blomsterhandlere.
Efter Anden Verdenskrig blev det internationale samarbejde om blomsterformidling på tværs af landegrænser genoptaget, og ved en verdenskongres i København i juli 1946 stiftes INTERFLORA.

## Produkter
Interflora har siden sin begyndelse udvidet sit sortiment fra traditionelle buketter til i dag at omfatte både afskårne blomster, buketter, dekorationer og planter samt gavekurve med vin, chokolade og andre specialiteter, herunder Fairtrade- og økologiske produkter,.

## Internationale afdelinger
- Interflora Storbritannien blev købt i 2006 af FTD Group (Interflora's Amerikanske Afdeling)
- Fleurop-Interflora: Europa
- Interflora Australien
- Hana Cupid (Japan): Tidligere kendt som Japanese Florists Transworld Delivery (JFTD), Indtil en uoverensstemmelse mellem FTD og den Japanske afdeling
- Interflora Stillehavsomårdet (New Zealand, Hong Kong, Kina, Brunei, Cambodia, Cook Øerne, Fiji, Indonesien, Malaysia, Singapore, Tonga, Vietnam og Vestlige Samoa).